# Farb
Farb es un término despectivo utilizado dentro de la recreación histórica; es utilizado en referencia a los participantes que muestran indiferencia a la autenticidad histórica o bien principiantes de la recreación histórica que aún no diferencian entre periodos históricos, lugares, etc, y mezclan culturas y épocas diferentes. Un "Farb" dentro de la comunidad recreacionista es lo estereotípicamente opuesto a un "auténtico".

## Origen del término
El origen de la palabra es incierto; se dice que empezó a usarse a principios de los años 60 del siglo XX entre los recreacionistas de la guerra civil estadounidense, probablemente como abreviación de "Far as be real" ("Lejos de ser real").
Actualmente, el origen más aceptado entre la comunidad es el de que parte del acrónimo de "fast and researchless buying" ("Compra rápida y sin investigación").
Otros afirman que la palabra deriva del alemán farbe, color, porque los farbs suelen portar indumentarias demasiado coloridas en comparación con el azul opaco, grises o marrones de los uniformes reales de la guerra civil estadounidense, que fueron la principal preocupación de aquellos que querían representar con exactitud los uniformes de la época.

## "Farbys"
Los farbys (o Farbs) son recreadores históricos que gastan poco tiempo en investigar el periodo histórico a recrear, así como poco dinero en objetos, atuendos o accesorios históricamente correctos para su periodo recreado. De esta manera, un cruzado que porta espada montante es un Farb por usar algo de varios siglos posteriores a su periodo.
De igual manera puede ser llamado Farb el comportamiento ajeno al período y acciones demasiado actuales, como llamar por teléfono móvil en medio de un evento. 
La actitud del "todo vale" y la influencia de Hollywood son fenómenos generalizados entre los farbs, llegando incluso a que los espectadores casuales del evento puedan ser capaces de señalar los defectos de estos. 
También son llamados de muchas formas, entre las que se destacan:
- "Soldados de poliéster" - Debido al uso de esta tela sintética y no de una más apropiada como lino o lana.

- "Vikingos de peluche" - Usualmente aplicado a recreacionistas de vikingos que usan indumentarias históricamente incorrectas.

- "Medievalosos" - Personas que usan atuendos popularmente considerados como medievales, pero que tienen más que ver con la fantasía, el folk y el rol.

- "Larperos" o "Reveros" - Personas que no necesariamente practican rol en vivo, pero que utilizan armas acolchadas con espuma al considerar demasiado peligroso usarlas de metal (o madera).

- "Recreador de salón" - Personas que al ponerse su "valiosa" colección en recreaciones procuran moverse y ensuciarse lo menos posible faltando al rigor histórico de los combates; también llamados "Farberos" o "ciberturbas".